# Suzan Kahramaner
Suzan Kahramaner, née le 21 mai 1913 à Constantinople dans l'Empire ottoman, morte le 22 février 2006 dans la même ville, devenue Istanbul, est l'une des premières mathématiciennes et professeur d'université turque.

## Biographie

### Jeunesse
Suzan Kahramaner nait à Üsküdar, à Constantinople. Sa mère, Müzeyyen Hanım, est la fille du trésorier du district de Alep et son père Rifki Osman Bey est chirurgien. Elle étudie à l'école primaire Moda Nümune Inas de 1919 à 1924. Après s'être inscrite au lycée Notre-Dame de Sion en 1924, elle termine ses études secondaires et a obtient son baccalauréat français, en 1934.
Suzan Kahramaner commence ses études supérieures en 1934 au département de mathématiques et d'astronomie de l'université d’Istanbul.

## Publications (sélection)
Kahramaner parle l'anglais, le français, l'allemand et l'arabe. Elle a écrit d'innombrables études scientifiques, dont :
- Sur les fonctions analytiques qui prennent la même valeur ou des valeurs données en deux points donnés (ou en m points donnés), Revue de la faculté des sciences de l'université d'Istanbul, Série A, Vol. 20, 1955.
- Ein verzerrungssatz des argumentes der schlichten funktionen, (with Nazim Terzioglu) Revue de la faculté des sciences de l'université d'Istanbul, Série A, Vol. 20, 1955.
- Über das argument der anlytischen funktionen, (with Nazim Terzioglu) Revue de la faculté des sciences de l'université d'Istanbul, Série A, Vol. 21, 1956.
- Sur le comportement d'une représentation presque-conforme dans le voisinage d'un point singulier, Revue de la faculté des sciences de l'université d'Istanbul, Série A, Vol. 22, 1957.
- Sur les applications différentiables du plan complexe, Revue de la faculté des sciences de l'université d'Istanbul, Série A, Vol. 26, 1961.
- Sur les coefficients des fonctions univalents, Revue de la faculté des sciences de l'université d'Istanbul, Série A, Vol. 28, 1962.
- Modern Mathematical Methods and Models Volume I: Multicomponent Methods (A Book of Experimental Text Materials), (Translation from The Dartmouth College Writing Group; E.J. Cogan, R.L. Davis, J. G. Kemeny, R.Z. Norman, J.L. Snell and G.L. Thompson) Malloy Inc., Ann Arbor, Michigan, ABD, 1958.
- Sur l'argument des fonctions univalentes, Revue de la faculté des sciences de l'université d'Istanbul, Série A, Vol. 32, 1967.

## Source de la traduction
- (en) Cet article est partiellement ou en totalité issu de l’article de Wikipédia en anglais intitulé « Suzan Kahramaner » (voir la liste des auteurs).